# اوزانویلیه
اوزانویلیه (به فرانسوی: Auzainvilliers) یک کمون در فرانسه است که در canton of Bulgnéville واقع شده‌است. اوزانویلیه ۸٫۲۵ کیلومتر مربع مساحت دارد ۳۴۰ متر بالاتر از سطح دریا واقع شده‌است.